# Державне агентство відновлення та розвитку інфраструктури України
Державне агентство відновлення та розвитку інфраструктури України — центральний орган виконавчої влади, який реалізує державну політику у сфері відновлення і розвитку інфраструктури. Діяльність агентства спрямовується і координується Кабінетом Міністрів України через Віце-прем'єр-міністра з відновлення України — Міністра розвитку громад, територій та інфраструктури.
Утворене постановою Кабінету Міністрів України від 13 січня 2023 року шляхом перейменування Державного агентства автомобільних доріг України на Державне агентство відновлення та розвитку інфраструктури України (Агентство відновлення) і реорганізації Державного агентства інфраструктурних проектів шляхом приєднання до Агентства відновлення, що стало правонаступником майна, його прав і обов'язків.

## Завдання
Основними завданнями Агентства відновлення є:
- реалізація державної політики у сфері дорожнього господарства та здійснення державного управління автомобільними дорогами загального користування державного значення;
- реалізація державної політики в частині здійснення заходів з будівництва (нового будівництва, реконструкції, реставрації, капітального ремонту), ремонту, модернізації інфраструктури, об'єктів житлової нерухомості, громадського призначення, виробничого комплексу, соціальної сфери, сфери житлово-комунального господарства, благоустрою населених пунктів, управління побутовими відходами (об'єктів оброблення відходів, полігонів), інженерно-транспортної, енергетичної інфраструктури, захисних споруд цивільного захисту, військових об’єктів та майна, об'єктів у сферах авіаційного, залізничного (крім утримання), морського та внутрішнього водного транспорту, автомобільного транспорту загального користування, міського електричного транспорту, у сфері забезпечення енергетичної ефективності будівель, а також об’єктів і споруд оборонного та спеціального призначення;
- реалізація державної політики з питань розвитку, будівництва, ремонту, облаштування, модернізації та утримання пунктів пропуску через державний кордон для автомобільного та залізничного сполучення;
- здійснення у межах повноважень, передбачених законом, державного управління у сфері безпеки автомобільних доріг загального користування державного значення;
- взяття у межах повноважень участі у розвитку енергетичної галузі;
- здійснення функцій з управління об'єктами державної власності.

## Керівництво
- Сухомлин Сергій Іванович, Голова Агентства (з 27 вересня 2024)[3]